# وتدية مقرحة
وتدية مقرحة (الاسم العلمي: Corynebacterium ulcerans) هي نوع من البكتيريا تتبع جنس الوتدية من فصيلة الوتديات.